# Robert Jocelyn (1er vicomte Jocelyn)
Robert Jocelyn (vers 1688? - 3 décembre 1756) est un homme politique anglo- irlandais et membre de la pairie d'Irlande. Il est surtout connu pour avoir été Lord Chancelier d'Irlande.

## Biographie
Il est le premier fils connu de Thomas Jocelyn de Sawbridgeworth et Anne Bray, fille de Thomas Bray de Westminster. Son grand-père paternel est Sir Robert Jocelyn, 1er baronnet, haut-shérif du Hertfordshire. Il semble avoir étudié le droit pendant un certain temps au cabinet d’un avocat nommé Salkeld, à Brooke Street, Holborn, où il fait la connaissance de Philip Yorke (1er comte de Hardwicke) qui exerce les fonctions de Lord grand chancelier de Grande-Bretagne durant le mandat de Jocelyn en tant que Lord chancelier d'Irlande.
Il est admis comme étudiant à Gray's Inn en 1709, et au barreau irlandais le 27 janvier 1719. Lors d'une élection partielle en septembre 1725, il est élu à la Chambre des communes irlandaise pour Granard, comté de Longford. Il est nommé troisième sergent le 28 mars 1726 et, lors des élections générales de 1727, est élu à Newtown, comté de Down.
Le 4 mai 1727, il devient solliciteur général. Lors de l'accession au trône de George II, il est confirmé à son poste et, le 22 octobre 1730, promu au poste de procureur général, à la place de Thomas Marlay, récemment nommé Lord Chief Baron. En 1739, en tant que procureur général, il poursuit Lord Santry pour le meurtre non provoqué de Laughlin Murphy, un portier de taverne. Santry est reconnu coupable et condamné à mort, mais il est gracié et est parti libre.

## Lord Chancelier
À la démission de Thomas Wyndham (1er baron Wyndham), Jocelyn, sous l’influence de son vieil ami lord Hardwicke, est nommé Lord Chancelier d'Irlande le 7 septembre 1739 et prend ses fonctions de président de la Chambre des lords irlandaise à l’ouverture du Parlement le 9 octobre 1739. Il est créé baron Newport, de Newport, dans le comté de Tipperary par lettres patentes en date du 29 novembre 1743.
En tant que lord chancelier, il est l'un de ceux qui sont chargés de concevoir des mesures visant à atténuer la Famine irlandaise de 1740-1741, qui est si sévère qu'on l'appela "l'année du massacre". Un historien a critiqué les mesures mises en place à la fois comme dures et inefficaces.
Le 3 février 1744, il préside en tant que Lord High Steward le procès de Nicholas Netterville, cinquième vicomte, accusé du meurtre de Michael Walsh, mais est acquitté au motif que les deux principaux témoins à charge sont décédés avant le procès, et leurs dépositions ne pouvaient être invoquées comme preuve. Étonnamment, on en sait peu sur les détails du crime.
Il est créé vicomte Jocelyn, également dans la pairie irlandaise, par lettres patentes du 6 décembre 1755. En septembre 1756, le grand sceau d'Irlande est placé en commission pendant l'absence de Jocelyn d'Irlande pour raison de santé. Il n'est jamais revenu et est décédé à Londres le 3 décembre 1756, à l'âge de 68 ans, et est enterré à Sawbridgeworth, dans le Hertfordshire.

## Famille
Il épouse, en 1720, Charlotte (décédée le 23 février 1747), fille et cohéritière de Charles Anderson de Worcester ; sa sœur Anne épouse Timothy Goodwin (en), archevêque de Cashel. Leur fils unique, Robert, lui succède comme second vicomte et est créé comte de Roden de High Roding dans le Comté de Tipperary le 1er décembre 1771. La mort de Charlotte, « la meilleure des épouses », lui cause un chagrin intense .
Le 15 novembre 1754 Jocelyn se remarie à Frances, fille de Thomas Claxton de Dublin, et veuve de Richard Parsons (1er comte de Rosse). Bien que de courte durée, ce mariage est aussi heureux. Elle a survécu à son second mari, et il est mort le 25 mai 1772.